# Atrium on Bay
Atrium (connu officiellement sous le nom d'Atrium on Bay), est un vaste complexe commercial et de bureaux couvrant une superficie de 84 800 mètres carrés. Il occupe une place stratégique au cœur de Toronto, en Ontario. Érigé en 1981 sur le site de l'ancien Ford Hotel, ce complexe polyvalent se situe à proximité immédiate de Yonge-Dundas Square et s'étend du côté nord de Dundas Street, de Yonge Street à Bay Street.

## Architecture
Ce bâtiment à usage mixte s'organise autour de plusieurs niveaux. Les deuxième et troisième niveaux souterrains sont réservés au stationnement. Les espaces commerciaux sont situés au niveau de la rue et du hall, et ils sont surmontés d'un immeuble de bureaux de huit étages. Cette structure de bureaux atteint une hauteur de 14 étages à l'extrémité est du site et de 13 étages à l'extrémité ouest. Une caractéristique notable de l'Atrium est sa connexion directe au réseau souterrain PATH du centre-ville de Toronto, ce qui permet un accès aisé à la station de métro Dundas et au Toronto Eaton Centre situé au sud, de l'autre côté de la rue Dundas.

## Propriété et évolutions récentes
Achété en 2011 par H&R Real Estate Investment Trust, l'Atrium avait précédemment changé de mains en 2007, passant de Brookfield Properties et The Ellman Companies à Hines Interests Limited Partnership,. En 2014, le conseil municipal de Toronto a accordé une dérogation au zonage du site. Cette dérogation autorise l'ajout de cinq nouveaux étages à chaque tour de bureaux et permet également l'expansion du niveau du sol pour inclure des espaces commerciaux supplémentaires.

## Locataires
L'Atrium on Bay sert de domicile au premier magasin canadien de Muji, et abrite également une variété de boutiques et de services, dont Long Tall Sally, Postes Canada, Red Lobster et Rexall. Les principaux locataires des espaces de bureaux comprennent la Banque canadienne impériale de commerce et diverses agences du gouvernement de l'Ontario, y compris le bureau du cadastre et le centre de réclamation des prix de loterie de la Société des loteries et des jeux de l'Ontario.

## Culture populaire
L'Atrium a souvent servi de plateau de tournage. Il a notamment été utilisé dans le drame canadien Flashpoint diffusé sur le réseau CTV. Son intérieur a également été mis en scène dans le téléfilm de 1983 Overdrawn at the Memory Bank, produit par PBS.

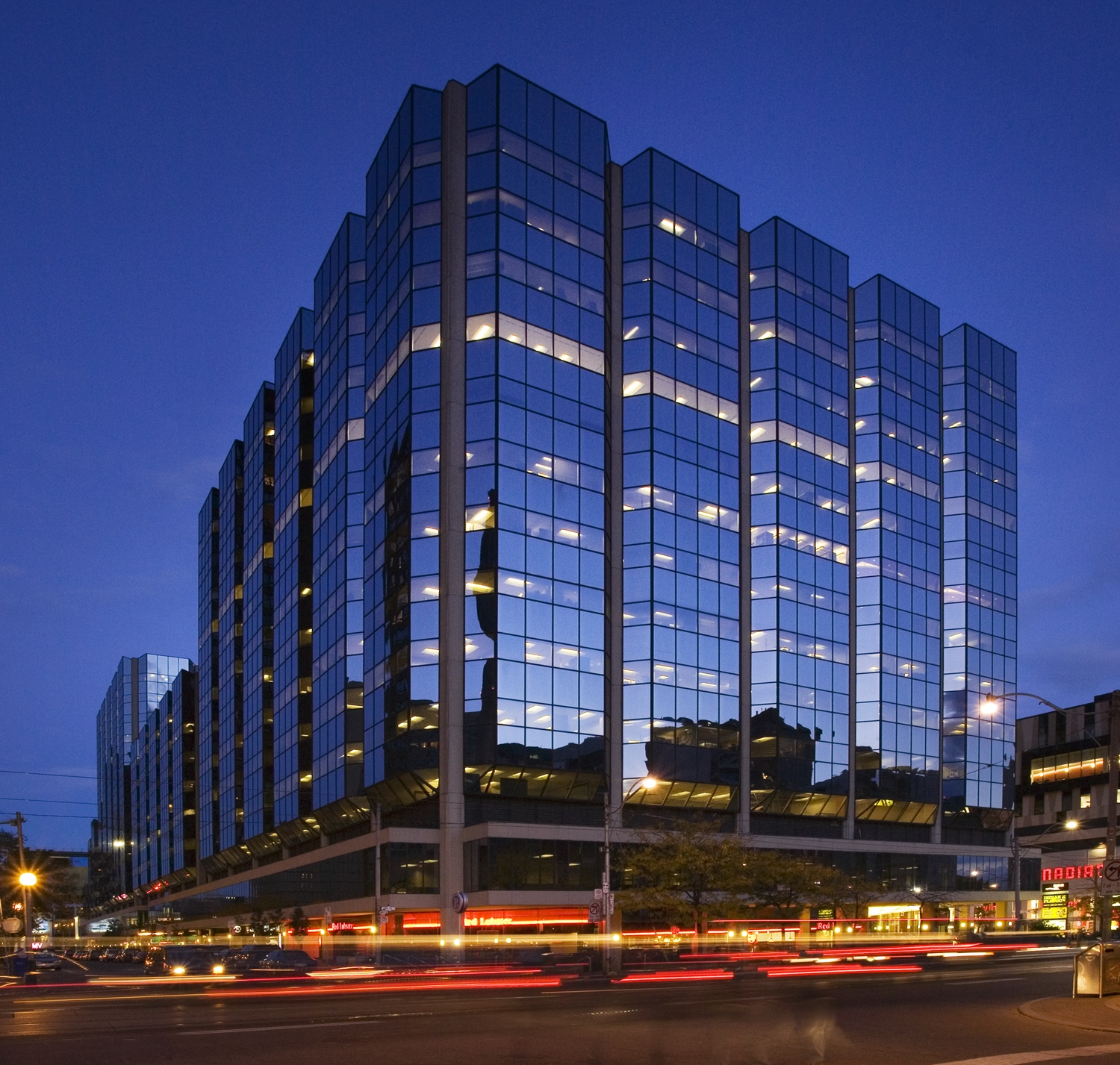
Vue sud-est sur les façades d'Edward et de Bay Street
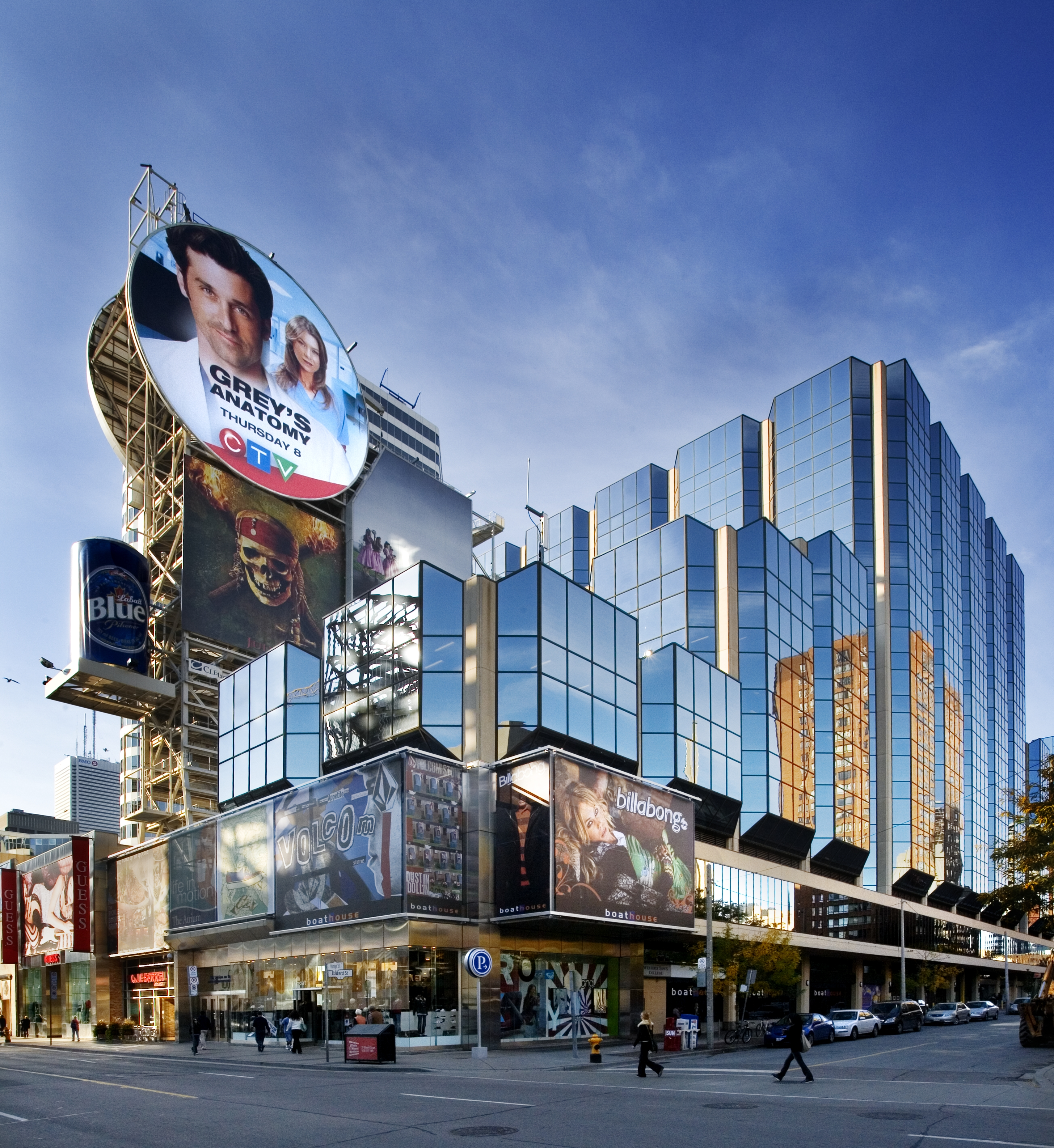
Vue sud-ouest de Yonge Street
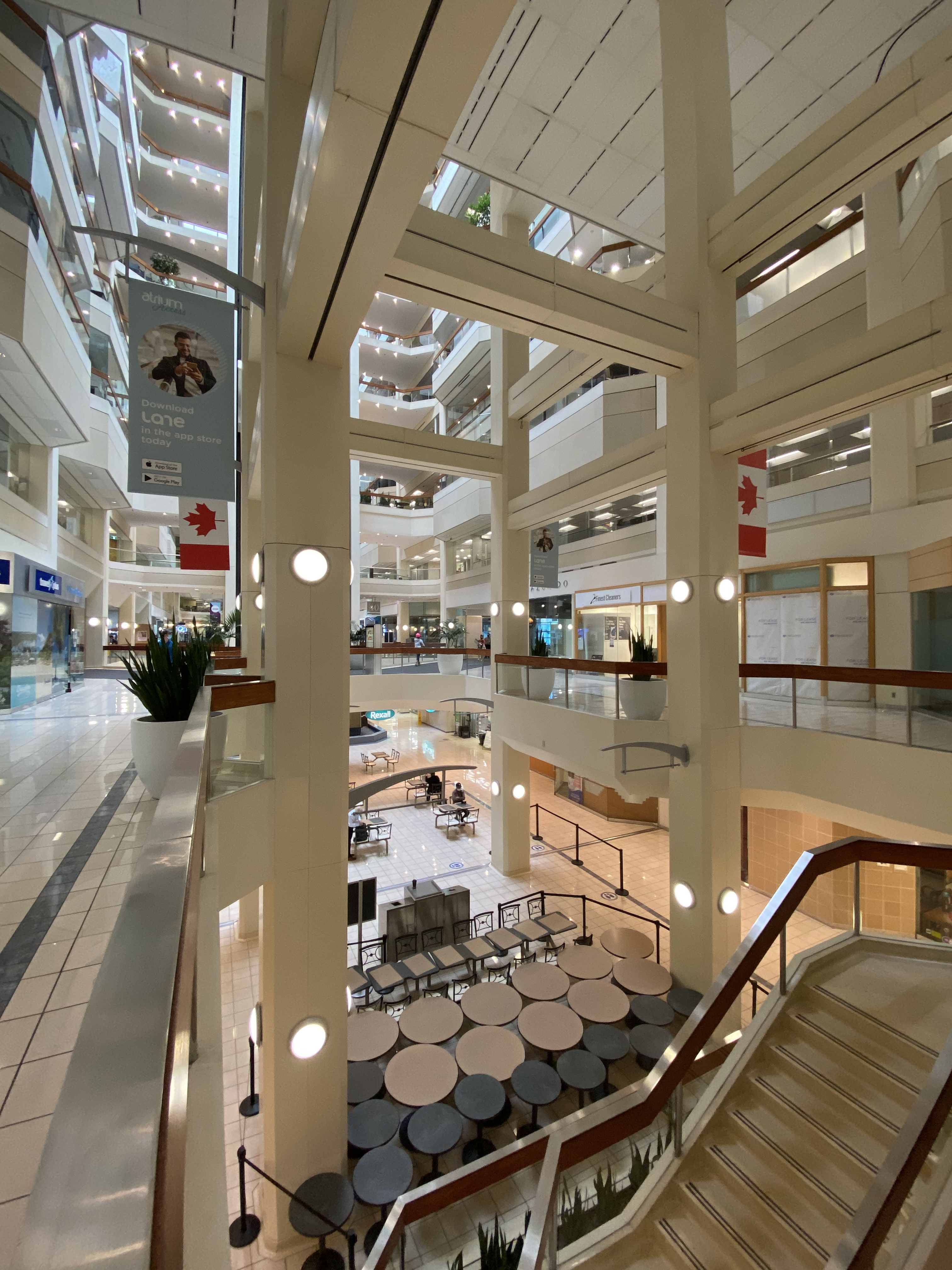
Intérieur de l'Atrium